# فاسكيوريت إركيوريس
فاسكيوريت إركيوريس (بالفرنسية: Vacqueriette-Erquières)‏ هي بلدية تقع في إقليم باد كاليه من منطقة نور با دو كاليه في شمال فرنسا. تبلغ مساحة هذه المدينة 5.94 (كم²)، وترتفع عن سطح البحر 129 م، يبلغ عدد سكانها 249 نسمة حسب إحصاء المعهد الوطني للإحصاء والدراسات الاقتصادية سنة 2009 م. وترأس Gérard Barde البلدية خلال فترة (2001-2008).